# Powrót martwej armii
Powrót martwej armii (tyt. oryg. Kthimi e ushtrisë se vdekur) – albański film fabularny z roku 1989 w reżyserii Dhimitra Anagnostiego, na podstawie powieści Ismaila Kadare – Generał martwej armii.

## Opis fabuły
Do Albanii w okresie rządów Envera Hodży przyjeżdża generał włoskiej armii i ksiądz katolicki, którzy mają nadzorować ekshumację szczątków żołnierzy włoskich, poległych w czasie II wojny światowej, a pochowanych na terenie Albanii. Ksiądz przyjeżdża ze szczególnie delikatną misją odnalezienia na prośbę jego znajomej Beti zwłok jej byłego męża, pułkownika. W czasie pobytu w Albanii dowiaduje się, że ów pułkownik próbował zgwałcić małoletnią Albankę i zginął z ręki jej matki.

## Obsada
- Bujar Lako jako generał włoski
- Guljelm Radoja jako ksiądz
- Roza Anagnosti jako Nice
- Rajmonda Bulku jako żona pułkownika
- Liza Vorfi jako księżna Dizeta
- Ndriçim Xhepa jako generał niemiecki
- Teli Stefani jako psychopata
- Petraq Xhillari jako Vaso Guri
- Andon Qesari jako minister wojny
- Ilia Shyti jako generał
- Birçe Hasko jako dostawca
- Kastriot Ahmetaj
- Vasillaq Godo
- Niko Kanxheri
- Liza Laska
- Aristotel Stefani
- Xhemil Tagani